# Płonina (województwo pomorskie)
Płonina – wieś w Polsce położona w województwie pomorskim, w powiecie nowodworskim, w gminie Sztutowo na obszarze Żuław Wiślanych. Wieś jest siedzibą sołectwa Płonina. 
| SIMC    | Nazwa     | Rodzaj |
| ------- | --------- | ------ |
| 0158942 | Graniczna | osada  |

Wieś komornictwa zewnętrznego Elbląga w XVII i XVIII wieku. 
Wskazówka – występuje również wariant nazewniczy - Płonino.